# Sebastián Domínguez
Sebastián Enrique Domínguez (Buenos Aires, 29 luglio 1980) è un allenatore di calcio ed ex calciatore argentino, di ruolo difensore.

## Palmarès

### Club

#### Competizioni nazionali
- Campionato argentino: 1

Newell's Old Boys: Apertura 2004
- Campionato brasiliano: 1

Corinthians: 2005
- InterLiga: 1

América: 2008
- Supercopa Argentina: 1

Velez Sarsfield: 2013